# Лемос (Флорина)
Лемос (греч. Λαιμός) — горная деревня на севере Греции. Расположена на высоте 940 м над уровнем моря, на юго-восточном берегу озера Преспа, к северо-востоку от перешейка между озерами Преспа и Микра-Преспа (что и дало название деревне, от греч. λαιμός — «шея»), к северо-западу от горы Кало-Неро (Καλό Νερό ή Μπέλα Βόδα ή Μπέλα Βόντα, болг. Бела вода, 2156 м) в горном массиве Баба (Варнус), близ границы с Албанией и Северной Македонией. Административный центр общины Преспа в периферийной единице Флорина в периферии Западная Македония. Население 185 человек по переписи 2011 года.
В деревне находятся церкви Сретения Господня (XV век) и Святой Параскевы (1896), принадлежащие Флоринской, Преспийской и Эордейской митрополии. Западнее деревни расположена гора Горция-Аииу-Иоану (919,4 м) с церковью Святого Иоанна.
До 1926 года (ΦΕΚ 55Α) деревня называлась Рамби (Ράμπη, болг. Рѫмби).

## Сообщество
Сообщество Рамби (Κοινότητα Ράμπης) создано в 1918 году (ΦΕΚ 259Α) и в 1926 году (ΦΕΚ 55Α) переименовано. В сообщество входит деревня Милеон (Медово), расположенная южнее. Население 187 человек по переписи 2011 года. Площадь 30,463 квадратных километров.
| Населённый пункт | Население (2011), человек |
| ---------------- | ------------------------- |
| Лемос            | 185                       |
| Милеон           | 2                         |

## Население
| Год  | Население, человек |
| ---- | ------------------ |
| 1991 | 227                |
| 2001 | 302                |
| 2011 | ↘ 185              |